# Telephone Number Mapping
Картографирането на телефонните номера (на английски: Telephone Number Mapping) (съкратено ENUM или Enum, от TElephone NUmber Mapping) е процесът на асоцииране (стиковане) на обществената комутируема телефонна мрежа с Интернет. Това е необходимо, тъй като телефонните номера са организирани според стандарта E.164, докато в Интернет се използва адресиращата система DNS. Асоциирането става чрез специални записи, които се съхраняват в базата данни на DNS.

## Описание
Когато се създават услуги, базирани на Интернет протокол (IP), и разработчиците искат да ги свържат със съществуващите телефонни мрежи, те трябва да се опитат максимално да се съобразят с навика на потребителите да избират телефонните номера като поредица от цифри. Затова, а и с оглед разработването на съвсем нови мултимедийни услуги трябва да се избере един универсален идентификатор за множество комуникационни услуги. Такъв обаче няма и проблемът се решава по различни начини. Един прост подход е именно картографирането (известно също и като Телефонна карта на номерата – Telephone Number Mapping), при което съществуващите телефонни номера, протоколи и инфраструктура се използват за индиректен достъп от Интернет. Накратко, ENUM позволява светът на IP лесно да се свърже с телефонната мрежа.
Въпреки че служи да облекчи повикванията от IP и PSTN мрежи към VoIP потребители, ENUM не е VoIP функция и не трябва да се бърка с обикновеното VoIP рутиране, основано на SIP, H.323 или IAX протоколите с Единния Ресурсен Идентификатор (Uniform Resource Identifier – URI).

## Начин на действие
За да може даден ENUM потребител да използва услугите, е необходимо да са налице следните елементи:
1. Личен Унифициран Ресурсен Идентификатор (URI), който да се използва в IP частта на мрежата, както е обяснено по-долу;

2. Един E.164 редовен телефонен номер, асоцииран с личния URI, който да се използва в PSTN частта на мрежата;

3. Възможност за запис на предпочитанията за повикване, пренасочване или терминиране (достигане до викания абонат) в специален запис, достъпен през URI. Този запис се нарича NAPTR запис (на английски: Naming Authority Pointer Resource Records – Записи на Наименуващи Услуги Сочещи Ресурса и се регламентира в). Той не се ограничава само до цифри, както е при телефонните номера, а може да съдържа разнообразна информация, като например e-mail адреси, факс номер, личен уеб сайт, VoIP номер, мобилни телефонни номера, системи за гласова поща, IP-телефонни адреси, web страници, GPS координати, разнообразни повиквания или незабавно повикващи системи.
Това става по следния начин:
 (1) Регистраторът осигурява на потребителя име на домейн, URI, което ще се използва за достъп до даден DNS сървър, който ще съхранява NAPTR записа,
 (2) личният E.164 телефонен номер (ENUM номер) се асоциира с URI името на домейн двустранно (картографиране едно-към-едно).
(3) В NAPTR записа се отразяват предпочитанията за повикване или пренасочване/терминиране.
Следователно, ако викащата страна е от PSTN частта на мрежата и избира номера на виканата страна по нормалния начин, номерът ще се предаде към ENUM гейтуея и ще се транслира в съответния URI. Този URI ще се използва за евентуално пренасочване или направо за терминиране на повикването. Обратно, когато повикващата страна е от страната на IP частта на мрежата, в софтуера на повикващия има специална част – потребителски агент (the User Agent – UA) – която отначало ще преобразува номера от E.164 в даден URI, който на свой ред ще послужи за намиране на ENUM гейтуей и ще извлече информацията от записания NAPTR, отчитайки желанията на повикващата страна за евентуално пренасочване на повикването или направо ще го терминира (или в IP или в PSTN мрежата).
Повикването чрез използване на нов личен E.164 номер (ENUM номер) за преглед в базата данни следователно е непряка услуга за поддръжка.
ITU ENUM разполага със специфична зона, наречена e164.arpa за използване с ENUM E.164 номера от страната на IP мрежата. Стандартът RFC 3761 определя начина, по който ENUM номер (например +1 555 42 42) може да се трансформира в даден URI чрез реверсиране на номерата, отделяйки ги с точки и добавяйки им e164.arpa суфикс така: 2.4.2.4.5.5.5.1.e164.arpa
URI тогава може да се използва за търсене в [DNS] на адресите за услуги, като например SIP VoIP телефония. NAPTR записите се използват за настройка на кореспондентските предпочитания за пренасочване/терминиране. Следователно цялата система може да 'преведе' E.164 адресите в SIP адреси. Пример NAPTR записа е:
$ORIGIN 2.4.2.4.5.5.5.1.e164.arpa.
IN NAPTR 100 10 „u“ „E2U+sip“ „!^.*$!sip:phoneme@example.net!“.
IN NAPTR 102 10 „u“ „E2U+mailto“ „!^.*$!mailto:myemail@example.com!“.
Този пример определя, че ако искате да използвате услуга „E2U+sip“, ще трябва да използвате като адрес sip:phoneme@example.net. Обикновеният израз може да се използва от телефонната компания за лесно присвояване на адреси на всички свои клиенти. Например, ако вашият номер е +15554242, вашият SIP адрес е sip:4242@555telco.example.net; ако вашия номер е +15551234, вашия SIP адрес е sip:1234@555telco.example.net.

## Пример за телефония през VoIP с ENUM
1. Потребителският агент на ENUM – разрешено кореспондентско терминално устройство, или PBX, или Гейтуей, превежда заявката за номер +34 98 765 4321 в съответствие с правилото, описано в RFC 3761, в ENUM домейн 1.2.3.4.5.6.7.8.9.4.3.e164.arpa.

2. Заявката се изпраща до системата с имената на домейните (Domain Name System – [DNS]), като иска от нея да потърси ENUM домейн 1.2.3.4.5.6.7.8.9.4.3.e164.arpa.

3. Запитването връща резултата във форма на т.нар. запис (Naming Authority Pointer Resource – NAPTR), както е описано в RFC 3403. В примера по горе, отговорът е адресът, който може да бъде достигнат в Интернет с протокола VoIP, SIP на RFC 3261.

4. Терминалното приложение сега настройва комуникационната връзка, и повикването се рутира чрез Интернет.
ENUM потребителят не забелязва нищо от това реверсиране, тъй като това се прави автоматично на заден фон, чрез софтуера на потребителския агент в неговия компютър или терминал, или в PABX или Гейтуей. Например, когато потребителят пише телефонния номер в неговия web браузър, ENUM разрешава агента и показва коя информация търси той (email адрес, телефонен номер, web адрес, и т.н.). В компютъра или терминала номерът се преобразува в име на домейн. Той се праща на ENUM сървърите в Интернет, които пращат обратно записите NAPTR, асоциирани с името. Там се сортира информацията за достъп и всякакви приоритети. Потребителят получава заявения адрес обратно на своя компютър. Следователно, ENUM работи фактически като механизъм за превеждане на телефонния номер в име на домейн със заявения адрес или номер асоцииран с него, но без потребителят да вижда как се прави това.